# Robert Suter
Robert Suter (Sankt Gallen, 30 januari 1919-Bazel, 11 juni 2008) was een Zwitsers componist en muziekpedagoog.

## Levensloop
Suter studeerde aan de Muziekacademie Bazel in Bazel onder ander piano bij Paul Baumgartner, muziektheorie bij Gustav Güldenstein, Walter Müller von Kulm en Ernst Mohr en compositie bij Walther Geiser. In 1943 is hij afgestudeerd met een diploma als leraar muziektheorie. Verder nom hij deel aan de overbekende Darmstädter Ferienkurse für Neue Musik bij Wolfgang Fortner en Ernst Křenek en als leerling van Wladimir Vogel in de vroege  jaren 1950. 
Van 1945 tot 1950 was hij docent voor muziektheorie aan het Konservatorium für Musik in Bern. Sindsdien was hij docent en werd later professor in de vakken compositie, analyse, contrapunt, harmonie en improvisatie aan de Muziekacademie Bazel in Bazel. In de herfst van 1984 ging hij met pensioen. 
Van 1954 tot 1964 was hij president van de regio Bazel van het Internationale gezelschap voor nieuwe muziek (IGNM). Verder was hij vrije medewerker van Radio Basel als muziekredakteur van het "Montagsstudio". Bij gelegenheid werkte hij ook als muziekcriticus. Hij woonde in Binningen bij Bazel.

## Composities

### Werken voor orkest
- 1948 Kleines Konzert, voor piano en kamerorkest
- 1949 Suite voor strijkers
- 1953 Petite Suite, voor orkest
- 1956 Impromptu, voor orkest
- 1959 Lyrische Suite, voor kamerorkest
- 1964-1965 Fantasia, voor klarinet, harp en strijkorkest
- 1967 Sonata per orchestra
- 1968 Epitaffio, voor koperblazers (3 trompetten, 3 trombones), strijkers (13-stemmig) en slagwerk
- 1968-1969 Trois Nocturnes, voor altviool en orkest
- 1975-1976 Musik, voor orkest
- 1978 Conversazioni concertanti, voor sopraansaxofoon, altsaxofoon, vibrafoon, kleine trom en strijkorkest
- 1979 L'art pour l'art, voor orkest
- 1984 Concerto grosso, voor orkest
- 1993 A la recherche du son perdu, voor orkest
- 1994-1995 Concertino lirico, voor saxofoon en kamerorkest
- 1998 Concertino, voor piano en kamerorkest
- 1999 Jeux d'après un ballet imaginaire, voor slagwerk solo en groot orkest

### Werken voor harmonieorkest
- 1960 Estampida, voor blazersensemble en slagwerk
- 1976 Jour de fête
- 1985 Mouvements pour orchestre à vent
- 1987 Grüezi – A Greeting Prélude, voor harmonieorkest
- 1990-1991 Capriccio, concert voor marimba, piano, blazers, slagwerk en contrabassen

### Cantates, motetten
- 1960 Heilige Leier, sprich, sei meine Stimme, kamercantate voor sopraan, fluit en gitaar naar Oud-Griekse fragmenten
- 1971 Die sollen loben den Namen des Herrn (Psalm 148), motet voor gemengd koor – tekst: uit de Bijbel
- 1978 Der Abwesende Gott, een (aan)klaagzang voor sopraan, tenor, spreker, twee gemengde koren, spreekkoor en groot orkest – tekst: Paul Celan, Carl Amery

### Toneelwerken

#### Zangspelen
- 1950 Konrad von Donnerstadt, muzikaal sprookje voor zangstemmen en klein orkest – libretto: Richard Juillet
- 1951 Der fremde Baron, muzikaal blijspel voor zingende acteuren en twee piano's

### Werken voor koren
- 1965-1966 Ein Blatt aus sommerlichen Tagen, voor driestemmig vrouwenkoor – tekst: Theodor Storm
- 1986 Bhalt du mi allewyl lieb, voor jongerenkoor en koperensemble
- 1992-1999 Brecht-Lieder, voor mannenkoor en twee slagwerkers – tekst: Bertolt Brecht

### Vocale muziek
- 1946-1960 Musikalisches Tagebuch Nr. 1, voor alt, fluit (piccolo), hobo, fagot, viool, altviool, cello en contrabas – tekst: naar gedichten van Hugo von Hofmannsthal en Georg Trakl
- 1950 Musikalisches Tagebuch Nr. 2, voor bariton, fluit, klarinet, basklarinet, hoorn, viool, altviool en cello – tekst: naar gedichten van Friedrich Rückert, Jens Peter Jacobsen en Hugo von Hofmannsthal
- 1960 Ballade von des Cortez Leuten, voor spreker, gemengd koor, spreekkoor en kamerorkest – tekst: naar de ballade van Bertolt Brecht
- 1976 "...aber auch lobet den Himmel koraalballade voor tenor, bariton, bas, mannenkoor, jongerenkoor, 4 hoorns, 3 trompetten, 3 trombones, tuba, 4 slagwerkers en 8 contrabassen – tekst: Bertolt Brecht
- 1980-1981 Marcia funebre, voor 3 sopranen, groot orkest en geluidsband
- 1982-1983 Vergänglichkeit der Schönheit, voor alt, tenor bariton en 19 barokinstrumenten – teksten: William Shakespeare, Hoffmann von Hoffmannswaldau, Francesco Petrarca
- 1986 Neun Psalmen, voor diepe stem en piano – tekst: Thomas Bernhard
- 1994-1995 Flamme der Liebe, bleibe mein Licht, voor vocaalkwartet en orgel – tekst: David Schirmer (1623-1686) uit "Poetische Rosengepüsche" (1657)
- 1998 Musikalisches Tagebuch Nr. 3, voor sopraan, tenor, fluit (ook: altfluit), hobo (ook: hobo d'amore), klarinet (ook: basklarinet), fagot, hoorn, slagwerk, gitaar, altviool, cello en contrabas

### Kamermuziek
- 1942 Suite, voor viool en altviool
- 1944 Improvisaties I, voor hobo en altviool
- 1952 Strijkkwartet Nr. 1
- 1954-1987 Sonatine, voor fluit en piano
- 1955 Divertimento, voor hobo, klarinet en fagot
- 1956 Inventionen, voor fluit, viool en cello
- 1957 Sonatine, voor klarinet en piano
- 1961 Improvisaties II, voor hobo en altviool
- 1962 Quatre Etudes, voor blazerskwintet
- 1963-1964 Serenata, voor fluit, hobo (hobo d'amore), klarinet (basklarinet), harp en strijktrio
- 1965 Fanfares et Pastorales, voor twee hoorns, trompet en trombone
- 1966 Sonatina, voor hobo, fagot en klavecimbel
- 1967 Cinque Duetti, voor fluit en hobo
- 1972 Pastorale d'hiver, voor hoorn (ook 2 bongo's), strijktrio, piano (ook crotale)
- 1973 Airs et Ritournelles, voor zes slagwerkers, 3 klarinetten (in Es, Bes en basklarinet), altsaxofoon, baritonsaxofoon, 3 trompetten, 3 trombones, 2 piano's, cello en 6 contrabassen
- 1976 Jeux à quatre, voor saxofoonkwartet
- 1980 De l'un à l'autre, voor fagot en piano
- 1987 Strijksextet
- 1988 Strijkkwartet Nr. 2
  1. Athematisch
  2. Ausprägung eines einzigen melodischen Gedankens
  3. kein Ausweg

### Werken voor orgel
- 1974 Nachspiel
- 1983 E + A

### Werken voor piano
- 1943 Suite Nr. 1
- 1945 Suite Nr. 2
- 1950 Petite Suite, voor piano vierhandig
- 1966-1967 Sonate
- 1978 Sarabande

### Werken voor klavecimbel
- 1962 2 Pièces pour le Clavecin

### Werken voor gitaar
- 1994 Una piccola trasformazione giocosa

### Werken voor slagwerk
- 1984 Cérémonie, voor zes slagwerkers
- 1990 Pulsation, voor een slagwerker

## Publicaties
- Sammlung Robert Suter – Musikmanuskripte, Inventare der Paul Sacher Stiftung, Bd. 18, ISBN 3 79570414 6
- Toni Haefeli: Robert Suter – der sceptische Optimist, in: Dissonanz Nr. 39